# 观巢镇
观巢镇，是中华人民共和国江西省新余市渝水区下辖的一个乡镇级行政单位。

## 行政区划
观巢镇下辖以下地区：
观巢村、社头村、茂山村、上汾村、杨家村、洋潭村、共青村、京桥村、南布村、上沂村、汉泉村、港背村和湖陂村。